# Хищникът (филм, 2018)
„Хищникът“ (на английски: The Predator) е американски научнофантастичен екшън филм от 2018 г. на режисьора Шейн Блек, който е съсценарист с Фред Декър. Той е четвъртата част на поредицата „Хищникът“. Блек има поддържаща роля в оригиналния филм, докато Джон Дейвис се завръща като продуцент от първите три части на поредицата. Във филма участват Бойд Холбрук, Треванте Роудс, Джейкъб Трембли, Кийгън-Майкъл Кий, Оливия Мън, Томас Джейн, Алфи Алън и Стърлинг Браун.
Прелюдията, озаглавена „Хищникът: Плячка“, е пусната в „Хулу“ през 2022 г.

## Филми от поредицата за „Хищникът“
- Хищникът (Predator, 1987)
- Хищникът 2 (Predator 2, 1990)
- Пришълецът срещу Хищникът (Alien vs. Predator, 2004)
- Пришълците срещу Хищника 2 (Aliens vs. Predator: Requiem, 2007)
- Хищници (Predators, 2010)
- Хищникът (The Predator, 2018)
- Хищникът: Плячка (Prey, 2022)
- Хищникът: Опасна зона (Predator: Badlands, 2025)